# 与神同在
《与神同在》是若瑟·博福特神父编辑，记录17世纪加尔默罗会法国修士劳伦斯弟兄（原名尼古拉·赫尔曼，1605-1691年)的书信以及谈话记录。
本书的基本主题是在日常生活中发展与神同在的意识，培养对此敏锐的敏感性。例如“常常思念神，无论在白天夜间，无论有事无事，总要记念他。他时刻与你相近，和你同在，请你不要让他孤单着。如果有一位朋友来看望你，你就不好意思让他一个人坐着，何况爱你的神呢？所以请你不要忘记他，要常常记念他，不住地尊敬他，和他同活、同死。”